# Абу Бакр Шариф уль-Хашим
Абу Бакр Шариф уль-Хашим, известный также как Сайед Абу Бакар Абирин (годы рождения и смерти неизвестны) — мусульманский исследователь арабского происхождения и основатель султаната Сулу. Сформировал политическое и духовное руководство государством.
При рождении его звали Абу Бакр, а его тронное имя — Падука Масахари Маулана Султан аш-Шариф уль-Хашим, или «Господин (Падука) Его Величество (Масахари) Покровитель (Маулана) Султан (Султан) Шариф (Шариф) уль-Хашим (Хашим)». Его тронное имя часто сокращается до Шариф уль-Хашим.

## Биография
О его раннем периоде жизни очень мало известно. Родился в Джохоре (современная Малайзия). Родословная султана описывает его как потомка пророка Мухаммеда, по отцовской линии, которая восходит к Хусейну ибн Али. До 1430 жил в Малакке.
Прибыв на Сулу, в 1450 женился на дочери местного раджи Багинды и стал первым султаном Сулу. Во время правления обнародовал первый в Сулу свод законов под названием «диван», основанный на Коране. При нём началось формирование политических и социальных институтов на основе мусульманской традиции и шариата и укрепления ислама в качестве государственной религии.
Старший сын султана Шариф уль-Хашима, Камаль-уд-дин, наследовал власть от отца и правил с 1480 по 1505.